# Scommesse al college
Scommesse al college (Catch Me If You Can) è un film statunitense del 1989 diretto da Stephen Sommers.

## Trama
Il liceo locale rischia di chiudere, a meno che non raccolgano $200.000 dollari. La presidentessa degli studenti Melissa Hanson fatica a raccogliere i soldi, ma non ha il sostegno dei suoi compagni. Quindi accetta l'idea del feticista delle auto Dylan Malone che suggerisce di scommettere su di lui nelle gare automobilistiche clandestine contro uno dei malviventi Monkey.